# George van Brunswijk-Calenberg
George van Brunswijk-Calenberg (Celle, 17 februari 1582 - Hildesheim, 2 april 1641) was van 1634 tot aan zijn dood hertog van Brunswijk-Calenberg. Hij behoorde tot het Nieuwere Huis Lüneburg.

## Levensloop
George was de zesde zoon van hertog Willem de Jongere van Brunswijk-Lüneburg en diens echtgenote Dorothea, dochter van koning Christiaan III van Denemarken. 
Van 1591 tot 1596 studeerde hij aan de Universiteit van Jena. Daarna verbleef hij tot in 1601 aan verschillende verwante en bevriende Duitse vorstenhoven. In 1604 bracht hij een bezoek aan het hof van prins Maurits van Oranje, in 1608 ondernam hij een studiereis naar Frankrijk en van 1609 tot 1611 verbleef hij in Italië. Na zijn terugkeer in Celle werd hij in de winter van 1611 en 1612 officier in het Deens-Zweedse leger en vocht mee in de Kalmaroorlog.
In maart 1617 bevestigde keizer Matthias in Praag de erfopvolging van het vorstendom Grubenhagen door het Nieuwere Huis Lüneburg. Datzelfde jaar beslisten George en zijn broers om geen verdere erfdeling te doen van het hertogdom Brunswijk-Lüneburg om op die manier een volledige financiële ruïne te verhinderen. Ook kwamen ze tot een besluit dat maar een van de broers standsmatig mocht trouwen, waarbij de keuze op George viel. Als gevolg hiervan kreeg hij het Slot van Herzberg als residentie toegewezen. Op 14 december 1617 huwde hij met Anna Eleonora (1601-1659), dochter van landgraaf Lodewijk V van Hessen-Darmstadt. 
George was zeer ontevreden over de politieke situatie tijdens de Dertigjarige Oorlog. In de eerste jaren van de oorlog hield hij zich afzijdig, maar ontevredenheid over het keizerlijke Restitutie-edict (1629) en zucht om zijn gebieden uit te breiden, deden hem partij kiezen. Hij vervoegde de zijde van de Zweedse koning Gustaaf II Adolf van Zweden en in april 1631 nam hij een Zweeds generaalspatent aan. Na het overlijden van Gustaaf II Adolf in 1632 liet George zich door de Zweedse kanselier Axel Oxenstierna aanstellen tot commandant van het Duits-Zweedse leger in Nedersaksen en Westfalen. Met zijn leger won hij op 28 juni 1633 de Slag bij Oldendorf, dwong hij de door keizerlijke troepen bezette stad Hamelen tot de capitulatie en ondersteunde hij in januari 1634 in Halberstadt de Nedersaksische troepen, waarna hij tot generaal in dit leger benoemd werd.
In dezelfde periode werd George samen met Axel Oxenstierna opgenomen in het Vruchtdragende Gezelschap. Vorst Lodewijk I van Anhalt-Köthen verleende hem de gezelschapsnaam de Vangende, het devies daartoe bereid en als embleem de hennep.
In juli 1634 nam George de stad Hildesheim in, waarna hij zijn familie, hofstaat en administratie overbracht naar het voormalige bisschoppelijke paleis van de stad, waar hij tot aan zijn dood in 1641 woonde. Op 31 augustus 1635 sloot hij zich, mogelijk beïnvloed door zijn broers, aan bij de Vrede van Praag, waarna hij een jaar lang de leiding had over een klein onafhankelijk leger. 
In 1634 erfde hij na het overlijden van hertog Frederik Ulrich van Brunswijk-Wolfenbüttel en het uitsterven van het Middelste Huis Brunswijk het vorstendom Calenberg en het vorstendom Göttingen. In 1636 koos hij als residentiestad Hannover, waar hij het vroegere franciscanenklooster liet ombouwen tot een residentieslot. 
In april 1641 stierf George op 59-jarige leeftijd in Hildesheim. Hij werd bijgezet in de Vorstelijke Crypte van de Stadskerk Sint-Marien in Celle.

## Nakomelingen
George en zijn echtgenote Anna Eleonora kregen acht kinderen:
- Magdalena (1620-1620)
- Christiaan Lodewijk (1622-1665), hertog van Brunswijk-Calenberg (1641-1648) en hertog van Brunswijk-Lüneburg (1648-1665)
- George Willem (1624-1705), hertog van Brunswijk-Calenberg (1648-1665) en hertog van Brunswijk-Lüneburg (1665-1705)
- Johan Frederik (1625-1679), hertog van Brunswijk-Calenberg (1665-1679)
- Sophia Amalia (1628-1685), huwde in 1643 met koning Frederik III van Denemarken
- Dorothea Magdalena (1629-1660)
- Ernst August (1629-1698), hertog van Brunswijk-Calenberg (1679-1692) en keurvorst van Hannover (1692-1698)
- Anna Maria Eleonora (1630-1666)

## Voorouders
| Voorouders van George van Brunswijk-Calenberg | Voorouders van George van Brunswijk-Calenberg                                                 | Voorouders van George van Brunswijk-Calenberg                                                 | Voorouders van George van Brunswijk-Calenberg                                                 | Voorouders van George van Brunswijk-Calenberg                                                 | Voorouders van George van Brunswijk-Calenberg                                         | Voorouders van George van Brunswijk-Calenberg                                         | Voorouders van George van Brunswijk-Calenberg                                                | Voorouders van George van Brunswijk-Calenberg                                                |
| --------------------------------------------- | --------------------------------------------------------------------------------------------- | --------------------------------------------------------------------------------------------- | --------------------------------------------------------------------------------------------- | --------------------------------------------------------------------------------------------- | ------------------------------------------------------------------------------------- | ------------------------------------------------------------------------------------- | -------------------------------------------------------------------------------------------- | -------------------------------------------------------------------------------------------- |
| Overgrootouders                               | Hendrik VII van Brunswijk-Lüneburg (1468-1532) ∞ 1561 Margaretha van Saksen (1469-1528)       | Hendrik VII van Brunswijk-Lüneburg (1468-1532) ∞ 1561 Margaretha van Saksen (1469-1528)       | Hendrik V van Mecklenburg (1479-1552) ∞ 1598 Ursula van Brandenburg (1488-1510)               | Hendrik V van Mecklenburg (1479-1552) ∞ 1598 Ursula van Brandenburg (1488-1510)               | Frederik I van Denemarken (1471-1533) ∞ Anna van Brandenburg (1487-1514)              | Frederik I van Denemarken (1471-1533) ∞ Anna van Brandenburg (1487-1514)              | Magnus I van Saksen-Lauenburg (1470-1543) ∞ Catharina van Brunswijk-Wolfenbüttel (1488-1563) | Magnus I van Saksen-Lauenburg (1470-1543) ∞ Catharina van Brunswijk-Wolfenbüttel (1488-1563) |
| Grootouders                                   | Ernst I van Brunswijk-Lüneburg (1497-1546) ∞ 1561 Sophia van Mecklenburg-Schwerin (1508-1541) | Ernst I van Brunswijk-Lüneburg (1497-1546) ∞ 1561 Sophia van Mecklenburg-Schwerin (1508-1541) | Ernst I van Brunswijk-Lüneburg (1497-1546) ∞ 1561 Sophia van Mecklenburg-Schwerin (1508-1541) | Ernst I van Brunswijk-Lüneburg (1497-1546) ∞ 1561 Sophia van Mecklenburg-Schwerin (1508-1541) | Christiaan III van Denemarken (1503-1559) ∞ Dorothea van Saksen-Lauenburg (1511-1571) | Christiaan III van Denemarken (1503-1559) ∞ Dorothea van Saksen-Lauenburg (1511-1571) | Christiaan III van Denemarken (1503-1559) ∞ Dorothea van Saksen-Lauenburg (1511-1571)        | Christiaan III van Denemarken (1503-1559) ∞ Dorothea van Saksen-Lauenburg (1511-1571)        |
| Ouders                                        | Willem V van Brunswijk-Lüneburg (1535-1592) ∞1 Dorothea van Denemarken (1546-1617)            | Willem V van Brunswijk-Lüneburg (1535-1592) ∞1 Dorothea van Denemarken (1546-1617)            | Willem V van Brunswijk-Lüneburg (1535-1592) ∞1 Dorothea van Denemarken (1546-1617)            | Willem V van Brunswijk-Lüneburg (1535-1592) ∞1 Dorothea van Denemarken (1546-1617)            | Willem V van Brunswijk-Lüneburg (1535-1592) ∞1 Dorothea van Denemarken (1546-1617)    | Willem V van Brunswijk-Lüneburg (1535-1592) ∞1 Dorothea van Denemarken (1546-1617)    | Willem V van Brunswijk-Lüneburg (1535-1592) ∞1 Dorothea van Denemarken (1546-1617)           | Willem V van Brunswijk-Lüneburg (1535-1592) ∞1 Dorothea van Denemarken (1546-1617)           |
| George van Brunswijk-Calenberg (1582-1641))   |                                                                                               |                                                                                               |                                                                                               |                                                                                               |                                                                                       |                                                                                       |                                                                                              |                                                                                              |